# Кампина Гранди
Кампина Гранди е град — община в щата Параиба, Бразилия. Населението му е 383 764 жители (2005 г.), което го прави 2-ри по население в щата. Площта му е 620,30 кв. км. Пощенският му код е 58400-000. Основан е през 1864 г. Градът е известен като център на компютърната индустрия в Бразилия, има концентрирани около 50 компютърни компании, които допринасят 20% от приходите на града.